# Entrecasteaux
Entrecasteaux (französisch; okzitanisch Entrecastèus) ist eine im Département Var in der Region Provence-Alpes-Côte d’Azur gelegene französische Gemeinde mit 1132 Einwohnern (Stand 1. Januar 2022), die zum Gemeindeverband Comté de Provence zählt. Das gleichnamige Dorf, das das Zentrum der Gemeinde bildet, ist für sein Schloss und dessen durch André Le Nôtre gestaltete Gartenanlagen bekannt.

## Geografie
Entrecasteaux liegt in einer Provence Verte genannten Region im Tal der Bresque, eines Nebenflusses des Argens. Carcès, Cotignac, Lorgues und Salernes sind als unmittelbare Nachbarorte jeweils 5–10 km entfernt, das regionale Zentrum Draguignan befindet sich etwa 20 km östlich.

## Geschichte
Der Name des Orts Entrecasteaux, der sinngemäß „zwischen Burgen“ bedeutet, geht auf dessen Lage zwischen den mittelalterlichen Befestigungen Pardigon, Riforan und Salgues zurück. Auch Entrecasteaux selbst wurde ursprünglich durch steinerne Mauern umrandet, in deren Schutz sich ab dem 10. Jahrhundert ein Dorf entwickelte. Die erste bekannte schriftliche Erwähnung erfolgte 1012 als Intercastra in den Cartulaire des Klosters Saint-Victor in Marseille.
Im 11. Jahrhundert wurde Entrecasteaux zu einer Grafschaft der Familie Castellane, denen im 14. Jahrhundert die Grafen von Grignan folgten. Diese ließen ab 1670 auf der Basis einer bestehenden Burg das Schloss Entrecasteaux errichten, dessen Außenanlagen durch André Le Nôtre entworfen wurden. Zu den Bewohnern des Schlosses zählte im 18. Jahrhundert auch der Seefahrer und Entdecker Joseph Bruny d’Entrecasteaux, dessen Familie das Lehen Entrecasteaux 1713 erworben hatte. Nach der Aufgabe des Lehnswesens wechselte das Schloss mehrfach den Eigentümer und ist heute in Privatbesitz, Touristen jedoch zugänglich.

## Bevölkerungsentwicklung
| Jahr                      | 1962 | 1968 | 1975 | 1982 | 1990 | 1999 | 2006 | 2015 |
| Einwohner                 | 508  | 483  | 472  | 527  | 709  | 863  | 1016 | 1105 |
| Quelle: Cassini und INSEE |      |      |      |      |      |      |      |      |

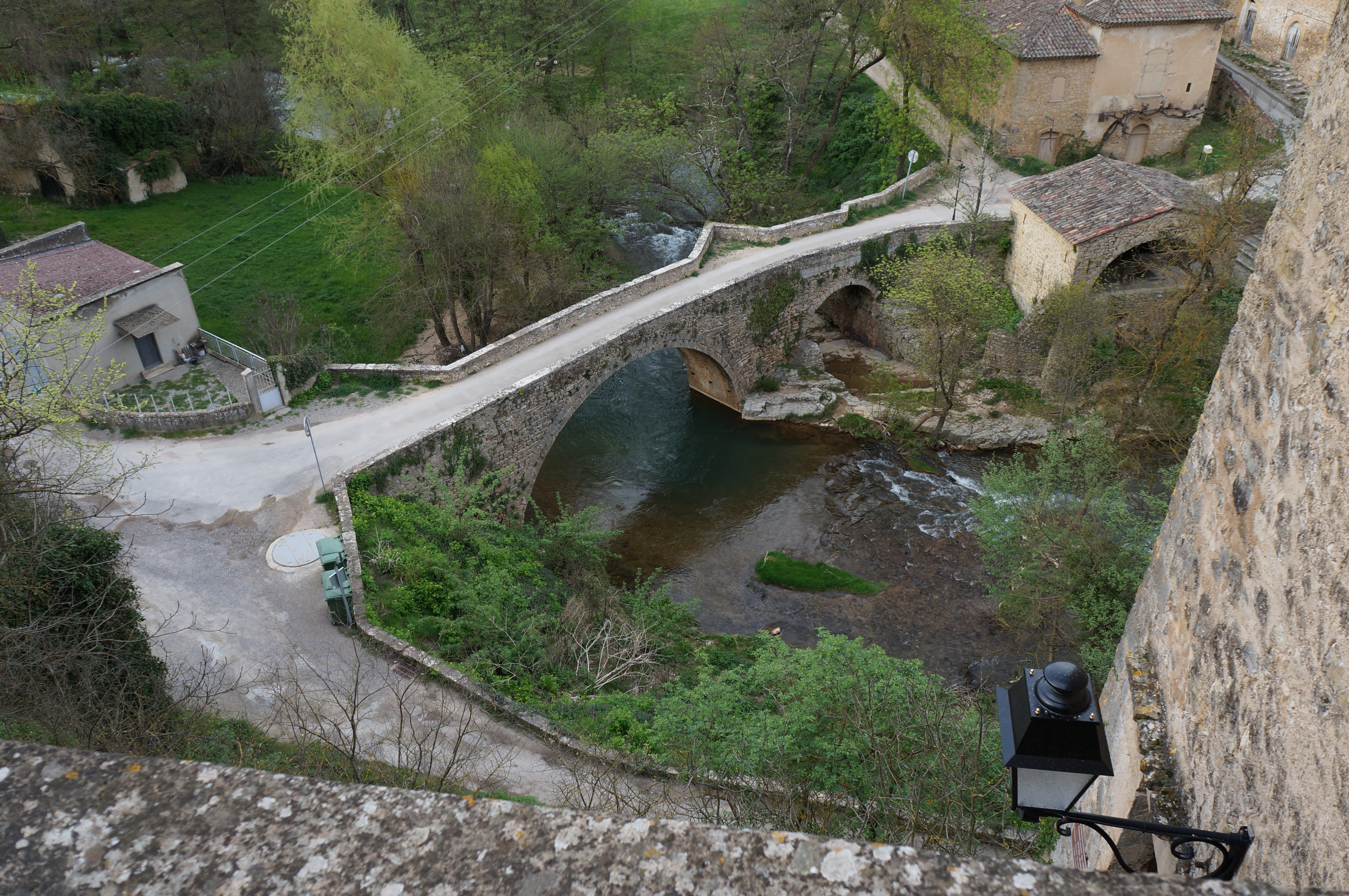
Brücke in Entrecasteaux
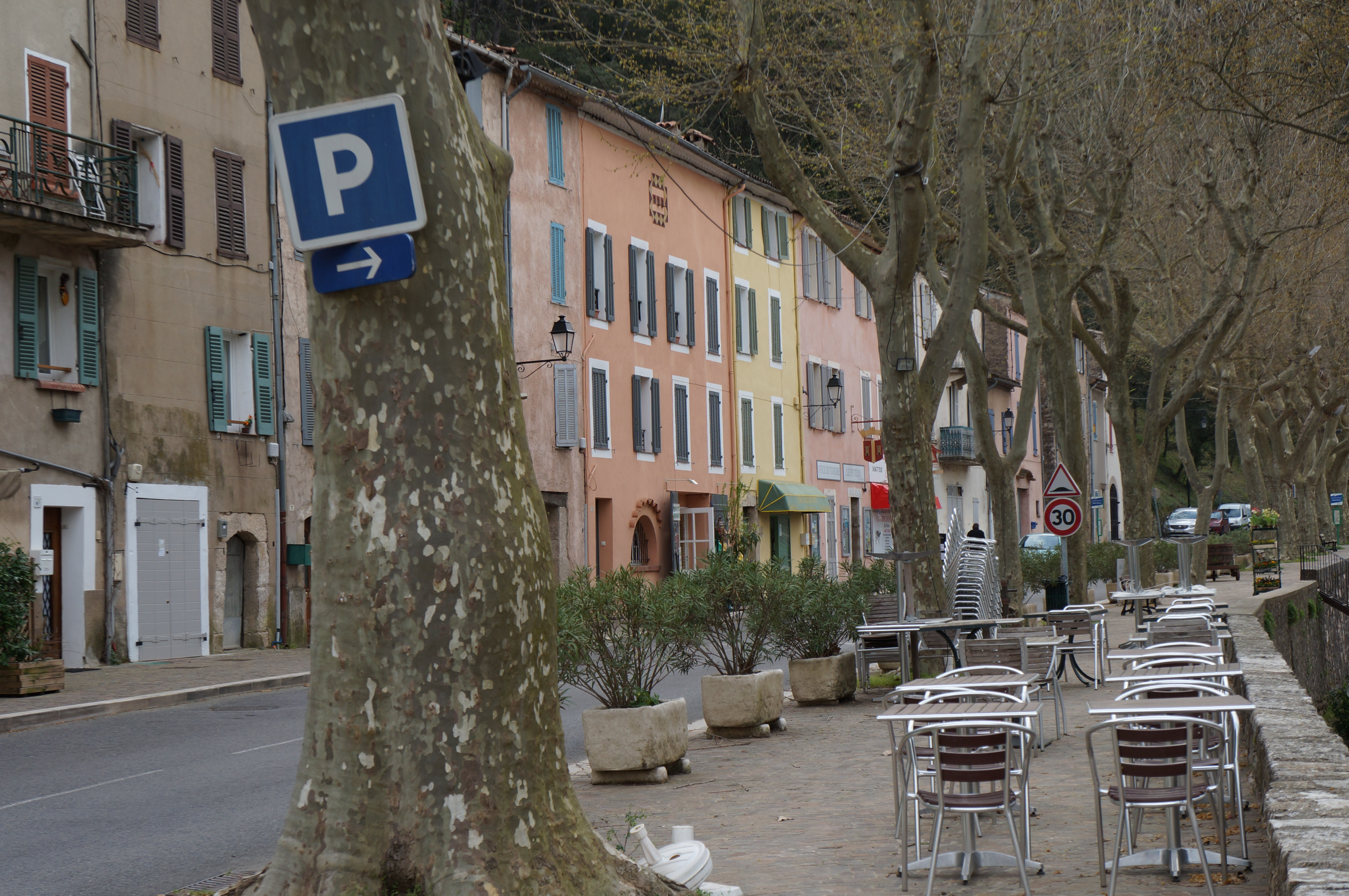
Hauptverkehrsstraße in Entrecasteaux
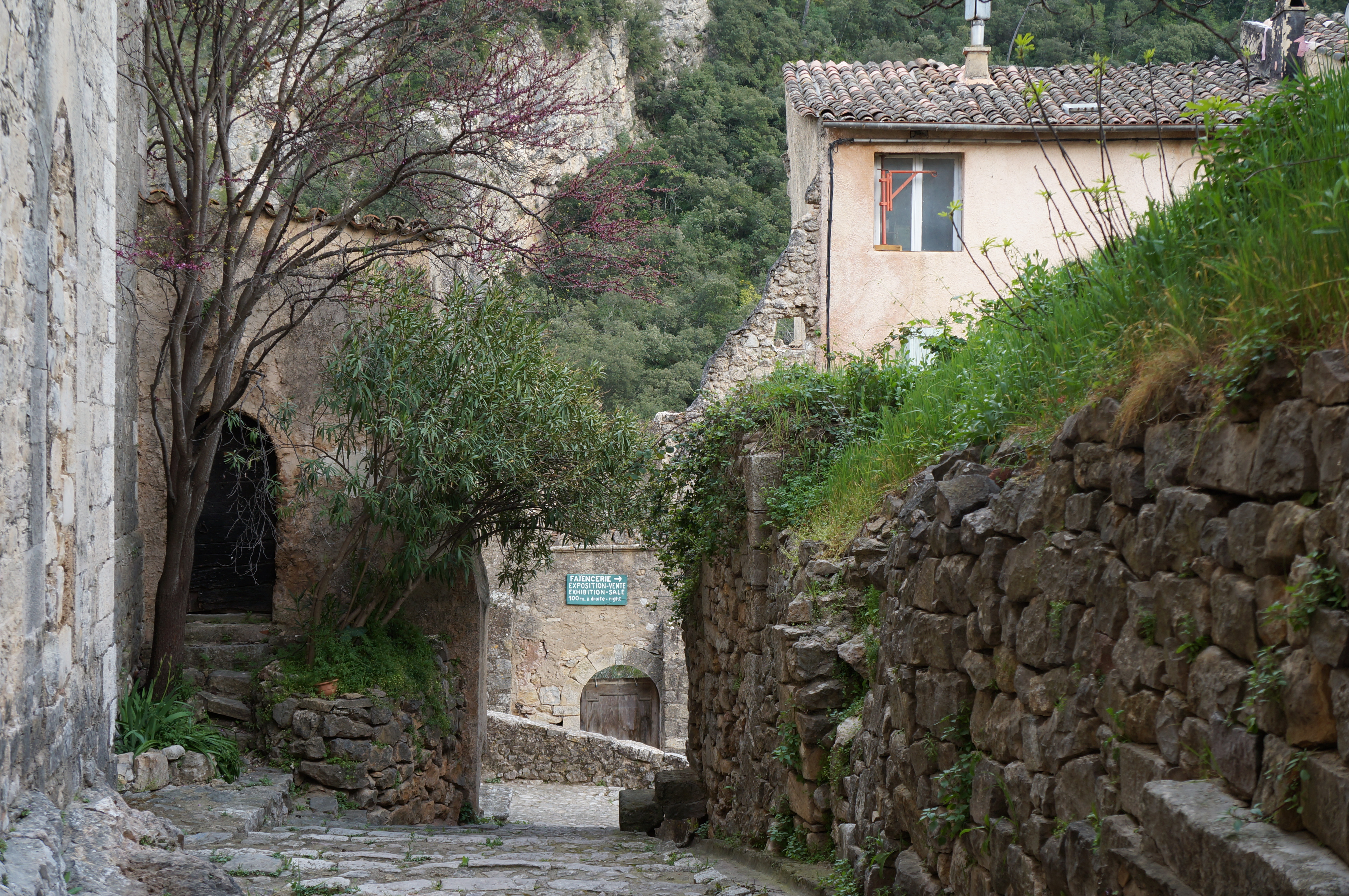
Kleine Gassen in Entrecasteaux